# ジャン・ボーセジュール
ジャン・アンドレ・エマヌエル・ボーセジュール・コリケオ（Jean André Emanuel Beausejour Coliqueo, 1984年6月1日 - ）は、チリ・サンティアゴ出身の元同国代表サッカー選手。現役時代のポジションはMF、DF（左ウイング、左ウィングバック）。

## クラブ経歴

### 初期の経歴
父親はハイチ共和国出身であり、母親はチリ出身（マプチェ族）である。2001年にウニベルシダ・カトリカからデビューし、それ以来数多くのクラブでプレーしている。2004年、スイス・スーパーリーグのセルヴェットFCと1年契約を結んだ。2005年にはブラジル・セリエAのグレミオFBPAに加入し、2006年にはベルギー・ジュピラー・プロ・リーグのKAAヘントに加入。2007年にはチリに帰国し、CDコブレロアで1年間プレーした後に2008年にCDオヒギンスに加入。オヒギンスでのプレーはチリ代表のマルセロ・ビエルサ監督に注目され、3度代表に招集された。2008年12月1日にメキシコのクラブ・アメリカと3年半の契約を結び、1シーズン半をメキシコでプレーした。

### バーミンガム・シティ

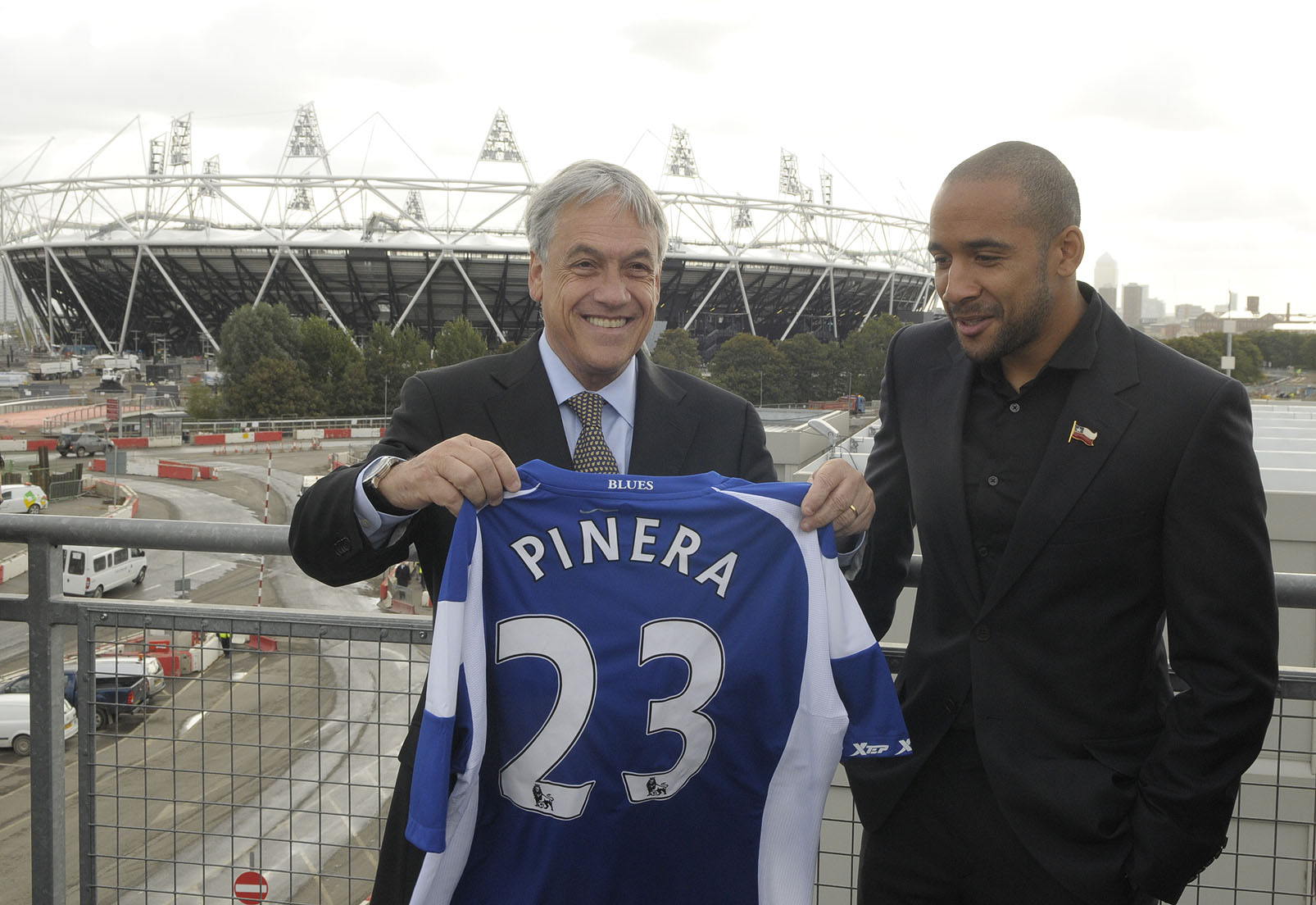
ロンドン・オリンピック・パークでセバスティアン・ピニェラ チリ大統領（左）と談笑するボーセジュール（右）

2010年8月31日、プレミアリーグのバーミンガム・シティFCと3年契約を結んだ。移籍金は公開されていない。労働許可証取得を待ったためにデビューが遅れたが、9月18日のウェスト・ブロムウィッチ・アルビオンFC戦 (1-3) で、83分にアレクサンドル・フレブとの交代で出場してデビュー。フットボールリーグカップのMKドンズ戦 (3-1) では初めて先発出場し、フレブとニコラ・ジギッチの得点をアシストして強い印象を残した。FAカップのミルウォールFC戦では先制点をアシストし、さらに20ヤードの距離からクロスバーを直撃するシュートを放った。FAカップ5回戦のシェフィールド・ウェンズデイFC戦では、6分にリー・ボウヤーの切り返しからインサイドキックで移籍後初得点を挙げた。バーミンガムはカーリングカップで決勝に進出し、ウェンブリー・スタジアムでアーセナルFCと対戦した決勝 (2-1) では後半に途中出場して優勝の瞬間に立ち会った。この結果、バーミンガムは約50年ぶりの主要な欧州カップ戦となるUEFAヨーロッパリーグ出場権を獲得。2011年3月5日、ホームで行われたWBA戦 (3-1) で移籍後リーグ初得点を挙げ、4日後のエヴァートンFC戦でリーグ2点目を決めた。
2011-12シーズンのUEFAヨーロッパリーグ・本選出場プレーオフではCDナシオナル（ポルトガル）と対戦し、ファーストレグ (0-0) ではバーミンガム・メイル紙によってマン・オブ・ザ・マッチに選出された。クリス・ヒュートン監督はボーセジュールにいっそう攻撃的な役割を演じることを求め、レスター・シティFC戦 (2-0) ではマン・オブ・ザ・マッチ級の活躍を見せた。UEFAヨーロッパリーグ・グループリーグのクラブ・ブルッヘ戦では自身のミスから失点を招いたが、ジギッチのシュートの跳ね返りを押しこんで得点し、さらにペナルティエリア内でファールを受けてPKを獲得した。11月のバーンリーFC戦 (2-1) では、2分に再びリバウンドボールを押し込んで先制し、リーグ戦でのシーズン初得点を記録した。

### ウィガン・アスレティック
2012年1月25日、プレミアリーグのウィガン・アスレティックFCと2年半の契約を結んだ。移籍金は公開されていない。1月31日、ホワイト・ハート・レーンで行われたトッテナム・ホットスパーFC戦 (3-1) でデビュー、ホームデビュー戦となったエヴァートンFC戦ではマン・オブ・ザ・マッチ級の活躍を見せた。ボーセジュールが蹴った低いクロスが相手ディフェンダー フィル・ネヴィルの足に当たり、キーパーのティム・ハワードの手をすり抜けてオウンゴールとなった。

### 2度目の母国復帰
2014-15シーズンよりCSDコロコロと2年契約を結び再び母国に復帰。2016年7月18日、ウニベルシダ・デ・チレに移籍した。2022年1月28日、現役引退を表明した。

## 代表経歴

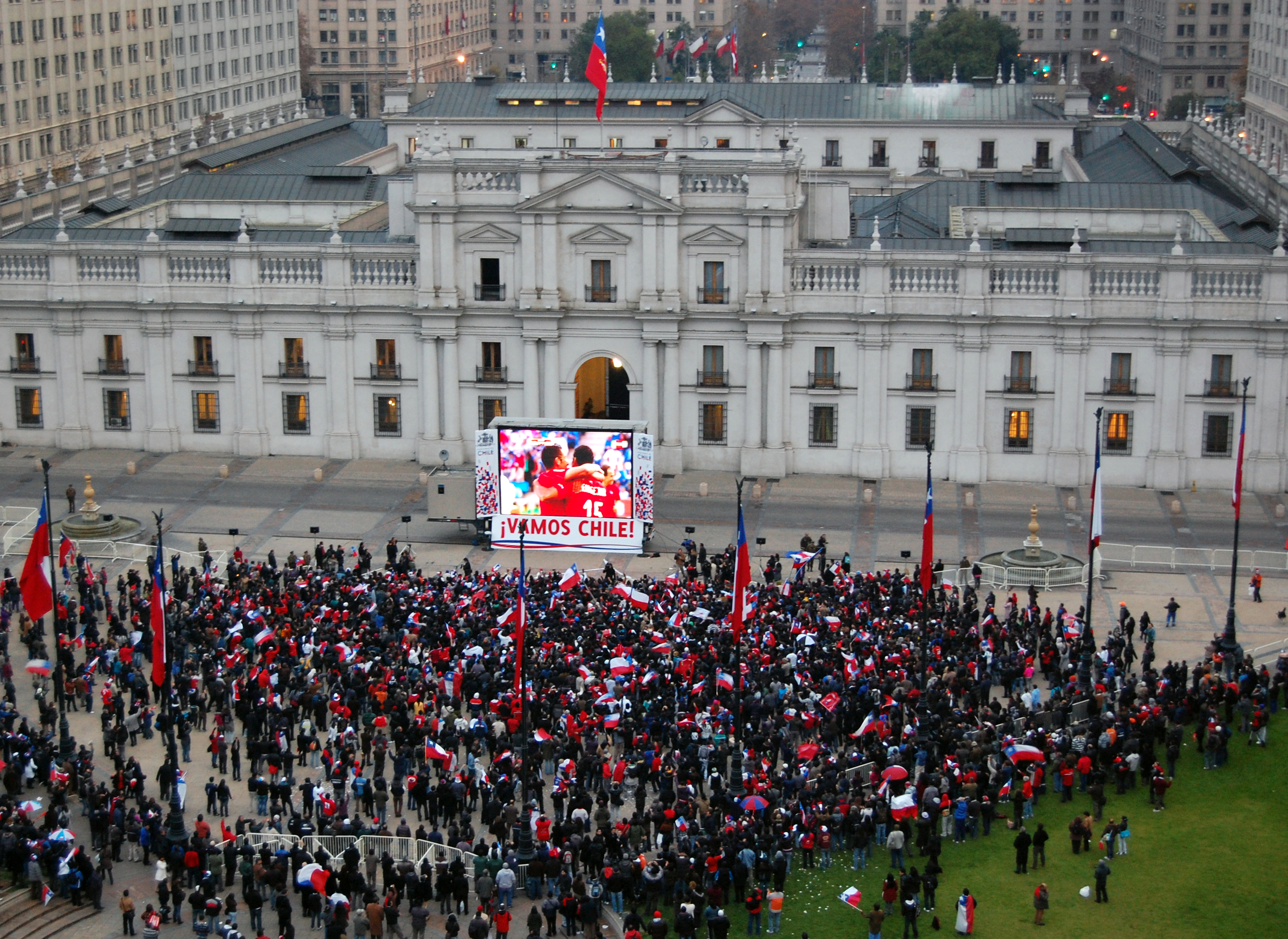
2010 FIFAワールドカップのホンジュラス戦でボーセジュールが決めたゴールを喜ぶチリのファン

2004年にチリ代表デビューし、2009年6月10日の2010 FIFAワールドカップ・南米予選・ボリビア戦で初得点を挙げた。2010年には南アフリカで開催される2010 FIFAワールドカップ本大会のメンバーに選出され、グループリーグホンジュラス戦 (1-0) では試合唯一の得点を挙げた。この勝利はチリにとって、1962 FIFAワールドカップ以来となる本大会での勝利となった。チリは決勝トーナメント1回戦でブラジル代表に敗れたが、ボーセジュールはグループリーグ3試合とブラジル戦の全4試合に出場した。
2011年11月、2014 FIFAワールドカップ・南米予選のウルグアイ戦の前に、4人のチームメイトとともに代表から追放された。宿舎の門限を破った上に、酒に酔った状態であったと報じられている。クラウディオ・ボルギ監督は「チリ代表として、プロサッカー選手としてふさわしくない」と表現した。チリサッカー連盟は後に10試合の出場停止処分を科したが、ボルギ監督は「近いうちにはボーセジュールとホルヘ・バルディビアを招集することはないだろう」と述べた。しかしボルギ監督はすぐにボーセジュールを代表に呼び戻した。
2014 FIFAワールドカップ本大会のメンバーにも選出され、グループリーグのオーストラリア戦でペナルティーエリアの外から得点を決めた。ボーセジュールはチリ代表の選手として初めて、異なる2回のワールドカップ本大会で得点を決めた。
2018年3月27日、デンマークとの親善試合に出場し、この試合でアルトゥーロ・ビダルとともに代表通算100試合出場を達成した。

## 代表歴

### 出場大会
- チリ代表
  - 2010 FIFAワールドカップ
  - 2014 FIFAワールドカップ

### 試合数
- 国際Aマッチ 109試合 6得点（2004年-2020年）[32]

| チリ代表 | 国際Aマッチ | 国際Aマッチ |
| 年       | 出場        | 得点        |
| -------- | ----------- | ----------- |
| 2004     | 3           | 0           |
| 2005     | 0           | 0           |
| 2006     | 0           | 0           |
| 2007     | 0           | 0           |
| 2008     | 9           | 0           |
| 2009     | 11          | 1           |
| 2010     | 8           | 1           |
| 2011     | 12          | 1           |
| 2012     | 3           | 0           |
| 2013     | 11          | 2           |
| 2014     | 8           | 1           |
| 2015     | 8           | 0           |
| 2016     | 12          | 0           |
| 2017     | 13          | 0           |
| 2018     | 3           | 0           |
| 2019     | 6           | 0           |
| 2020     | 2           | 0           |
| 通算     | 109         | 6           |

### 得点
| #  | 日付          | 場所           | 対戦相手       | スコア | 最終結果 | 大会                              | 詳細   |
| -- | ------------- | -------------- | -------------- | ------ | -------- | --------------------------------- | ------ |
| 1. | 2009年6月10日 | サンティアゴ   | ボリビア       | 1-0    | 4-0      | 2010 FIFAワールドカップ・南米予選 | [ 24 ] |
| 2. | 2010年6月21日 | ネルスプロイト | ホンジュラス   | 1-0    | 1-0      | 2010 FIFAワールドカップ           | [ 25 ] |
| 3. | 2011年3月29日 | ハーグ         | コロンビア     | 2-0    | 2-0      | 親善試合                          | [ 33 ] |
| 4. | 2013年8月14日 | コペンハーゲン | イラク         | 4-0    | 6-0      | 親善試合                          |        |
| 5. | 2013年8月14日 | コペンハーゲン | イラク         | 5-0    | 6-0      | 親善試合                          |        |
| 6. | 2014年6月13日 | クイアバ       | オーストラリア | 3-1    | 3-1      | 2014 FIFAワールドカップ           |        |

## タイトル

### クラブ
カトリカ
- カンペオナート・ナシオナル : 2002アペルトゥーラ

バーミンガム
- フットボールリーグ・チャンピオンシップ : 2010-11

グレミオ
- カンピオナート・ブラジレイロ・セリエB : 2005

ウィガン
- FAカップ : 2012-13

コロコロ
- カンペオナート・ナシオナル : 2015アペルトゥーラ

ウニベルシダ・デ・チレ
- カンペオナート・ナシオナル : 2017クラウスーラ

### 代表
チリ
- コパ・アメリカ : 2015, 2016

### 個人
- コパ・アメリカ・ベストイレブン : 2016[34]